# Сем Олдем
Сем Олдем  (англ. Sam Oldham, 17 лютого 1993) — британський гімнаст, олімпійський медаліст.

## Виступи на Олімпіадах
| Олімпіада   | Дисципліна       | Місце    |
| ----------- | ---------------- | -------- |
| Лондон 2012 | командний залік  | 3        |
| Лондон 2012 | вільні вправи    | 28 r1/2  |
| Лондон 2012 | паралельні бруси | 35 r1/2  |
| Лондон 2012 | перекладина      | 11 r1/2  |
| Лондон 2012 | кільця           | 31T r1/2 |